# V.I.P.
V.I.P. eller VIP är en akronym för Very Important Person. Den som blivit klassad som VIP har med sannolikhet inte möjlighet att röra sig fritt utan fara; därför bevakas sådana personer ofta av skyddspersonal och livvakter. VIP kan vara exempelvis statschefer, medlemmar av regerande kungafamiljer, regeringschefer och andra högre politiker, militär personal, vittnen eller offentliga personer.
Termen VIP används även löst som ett slags "premium", exempelvis på biljetter eller backstagepass på konserter. På flygplatser kan vem som helst köpa VIP-behandling, vilket kan innebära att personen skjutsas till eller från planet i bil, har särskilt väntrum (lounge), går genom separat säkerhetskontroll och slipper alla köer med mera.
Ibland förekommer uttrycket VVIP, Very Very Important Person, för de i den övre skalan, som har större medföljande stab, reser i eget jetflygplan, får poliseskort i vägtrafik med mera...
Inom television görs då och då VIP-versioner av elimineringstävlingsprogram, där deltagarna består av kändisar istället för privatpersoner.